# Толстой, Михаил Никитич
Михаи́л Ники́тич Толсто́й (р. 28 декабря 1940, Ленинград) — советский и российский физик, российский политический и общественный деятель.
Внук писателя А. Н. Толстого, сын физика Н. А. Толстого, брат писательницы Т. Н. Толстой, писательницы Н. Н. Толстой и историка литературы И. Н. Толстого, племянник физикохимика Ф. Ф. Волькенштейна и композитора Д. А. Толстого.
Народный депутат России (1990—1993), депутат Законодательного собрания Санкт-Петербурга (1994—2002).

## Биография

### Образование и научная работа
Образование и научные степени:
- Физический факультет ЛГУ (1962); доктор физико-математических наук (1978; кандидат наук — 1967)
- Дипломатическая академия МИД РФ (1993);
- Международный институт менеджмента Санкт-Петербурга (ИМИСП, 1999).

С 1962 года работает в Государственном оптическом институте им. С. И. Вавилова: в 1970—1990 годах — начальник лаборатории, в 1990—1996 годах — главный научный сотрудник, в 1996—1998 годах — директор государственного дочернего предприятия ГОИ — Центра астрономических программ, с 1998 года — ведущий научный сотрудник. Основные труды — в области спектроскопии, люминесценции и стимулированного излучения активированных кристаллов и стёкол. В настоящее время — заместитель директора по внешним связям Научно-исследовательского и технологического института оптического материаловедения (НИТИОМ) ВНЦ «ГОИ им. С. И. Вавилова».
С 2005 года читает лекции в Санкт-Петербургском государственном университете экономики и финансов.

### Политическая и общественная деятельность

#### Народный депутат России
В 1989 году баллотировался на повторных выборах в народные депутаты СССР при поддержке комитета «Выборы-89»; проиграл во втором туре.
В 1990—1993 годах — народный депутат России; был избран при поддержке блока «Демократические выборы-90».
Был председателем подкомитета по культурным и научным связям Комитета по международным делам и внешнеэкономическим связям Верховного Совета РСФСР; председателем Комиссии по вопросам российского зарубежья при Президиуме Верховного Совета РФ. В 1991—1993 годах был председателем трёх Всемирных конгрессов соотечественников, проведенных в Москве и Санкт-Петербурге.
Выдвигался в Госдуму РФ от ПРЕС в 1993 году.

#### Депутат Законодательного Собрания Санкт-Петербурга
Избирался депутатом Законодательного Собрания Санкт-Петербурга:
- 1994 — во втором туре повторных выборов; баллотировался как независимый кандидат; на первых выборах, не состоявшихся из-за низкой явки, был выдвинут от блока «Демократическое единство».
- 1998 — во втором туре; выдвинут от «Блока Юрия Болдырева», поддержан объединёнными демократами. Вошёл во фракцию «Блока Юрия Болдырева», в ноябре 1999 года перешёл в созданную С. М. Мироновым фракцию «Законность», в ноябре 2000 года был одним из создателей фракции «Союз правых сил».

Входил в постоянную комиссию по образованию, культуре и науке. Также в 1994—1998 годах был членом координационной группы по законодательству, в 1998—2002 годах — членом бюджетно-финансового комитета.
Также выдвигался кандидатом:
- 2002 — баллотировался от блока СПС + «Яблоко»;
- 2007 — входил в список «Яблока», который не был зарегистрирован.

### Семья
1. сын Василий (р. 1968) — программист[1].
  - внук Михаил, программист, окончил ЛЭТИ по специальности нанотехнология[2]
2. дочь Наталья (р. 1975)
3. сын Пётр (р. 1976) — доктор химических наук, заведующий кафедрой физической органической химии СПбГУ[3]
4. дочь Татьяна
5. дочь Екатерина (р. 1986) — ювелир и основатель @tolstaya.jewelry и @47store.ru[4]
6. сын Никита (р. 1993) — менеджер компании Яндекс[5]